# Avinguda del Primat Reig
L'avinguda del Primat Reig és una via urbana de València. Està situada entre l'avinguda del Doctor Peset i Aleixandre a l'oest i l'avinguda de Catalunya a l'est.
Fita amb el carrer de Sagunt, l'avinguda de la Constitució, l'avinguda d'Alfauir, els carrers d'Alboraia, Almassora, del Doctor Vicent Zaragozá, de Dolores Marqués, d'Emili Baró, del Doctor Gómez Ferrer, i l'avinguda de Catalunya.
Fa divisòria al nord amb els districtes de Rascanya (barri d'Orriols) i de Benimaclet i al sud amb els districtes de la Saïdia (barris de Sant Antoni i de la Trinitat) i del Pla del Real (barris de Jaume Roig i de la Ciutat Universitària) al sud.

## Nom
Està dedicada al cardenal valencià Enric Reig i Casanova, que fou arquebisbe de Barcelona, de València i finalment de la seu primada de Toledo, raó per la qual va ser nomenat arquebisbe primat de Toledo.

## Història
L'avinguda transcorre de forma rectilínia sobre 2,20 km de l'antic Camí de Trànsits, segona circumval·lació de la ciutat de València.
A l'extrem Nord-oest, a l'encreuament amb l'actual avinguda de la Constitució estava situada la caseta del "fielato", nom popular de les casetes on es feia el cobrament de les taxes municipals pel trànsit de mercaderies a tots els visitants que volien entrar a la ciutat per l'antic Camí Reial de Morvedre.
El seu traçat travessa vells camins d'horta com ara l'antiga Senda dels Orriols (pròxima a l'actual carrer del Pare Viñas), el Camí Vell d'Alboraia (proper a l'actual avinguda d'Alfauir) i el Camí de Vera (pròxim a l'actual carrer de la Guàrdia Civil).

## Elements importants
A l'inici de l'avinguda hi trobem el Col·legi Salesià-Sant Antoni Abat i el vell barri Don Bosco als carrers Sant Joan Bosco i Pare Viñas.
Cap a la meitat de l'avinguda es troba al vessant nord la zona sud de l'antic poble de Benimaclet, ara conformat en districte i barri de la ciutat de València.
A la fi de l'avinguda hi trobem al vessant sud les pistes esportives, facultats i aularis del Campus de Blasco Ibáñez de la Universitat de València, que formen part del barri Ciutat Universitària.

## Transports
Hi ha una parada de tramvia amb el nom de Trinitat corresponent a la línia 4 i a la línia 6 de Metrovalència, que se situa al pròxim carrer de Cofrents.
L'Estació de Benimaclet també es troba molt a prop de l'avinguda (a l'encreuament entre els carrers del Doctor Vicent Zaragozá i d'Emili Baró) i disposa de connexió en superfície amb les esmentades línies 4 i 6 de tramvia i la Línia 3 del metro de València que té l'estació soterrada.
Tota l'avinguda és travessada per nombroses línies dels autobusos municipals de l'EMT, entre elles les línies 89 i 90 que fan el recorregut Circular per la Ronda Trànsits.